# Jullienula hippocrepis
Jullienula hippocrepis är en mossdjursart som först beskrevs av Walter Douglas Hincks 1882.  Jullienula hippocrepis ingår i släktet Jullienula och familjen Cribrilinidae. Utöver nominatformen finns också underarten J. h. possijeti.